# Federación Nacional Autónoma de Fútbol de Honduras
Federación Nacional Autónoma de Fútbol de Honduras ordnar med den organiserade fotbollen i Honduras. Förbundet bildades 1951 och inträdde i Fifa samma år.